# Jan Andreasik
Jan Andreasik (ur. 11 września 1953) – doktor inżynier, rektor Wyższej Szkoły Zarządzania i Administracji w Zamościu.

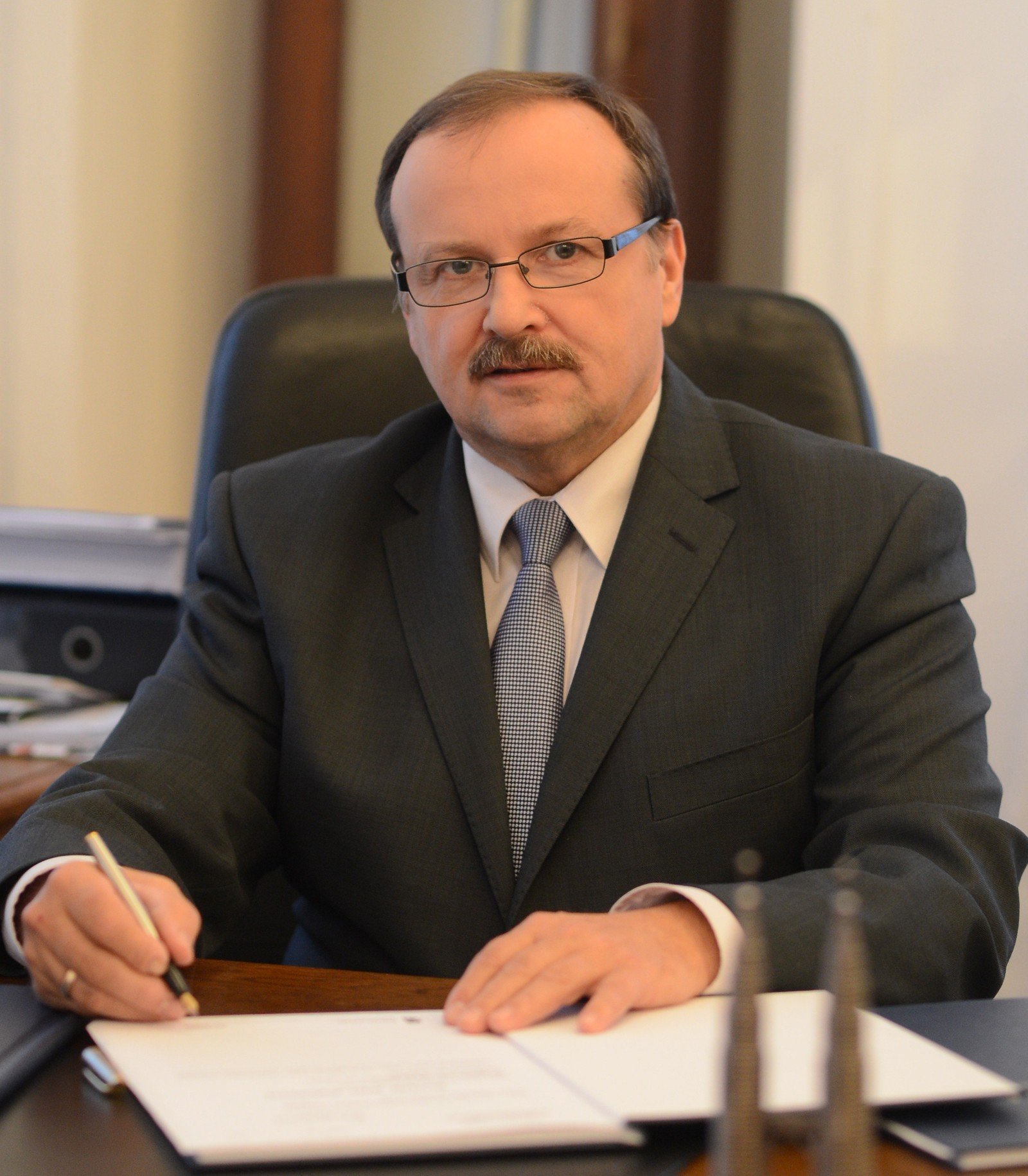
Jan Andreasik - rektor Wyższej Szkoły Zarządzania i Administracji w Zamościu

## Życiorys
Absolwent Politechniki Rzeszowskiej (1978), doktorat na Akademii Górniczo-Hutniczej w Krakowie (1986). Obecnie prowadzi działalność naukową w zakresie teorii podejmowania decyzji i zarządzania projektami. W latach 2003–2014 rektor WSZiA w Zamościu. W roku 2007 został mu przyznany przez Radę Miejską w Zamościu tytuł Honorowego Obywatela Zamościa.

## Wybrane publikacje
- J. Andreasik, Ontology of Offers, Barometr Regionalny, Nr 3(29), WSZiA w Zamościu, Zamość 2012
- J. Andreasik, Problematyka opisu w wielokryterialnym wyborze lokalizacji inwestycji W: M. Kowerski, I. Pieczykolan (red.), Kadry dla gospodarki transgranicznej, WSZiA w Zamościu, Zamość 2012, ISBN 978-83-60790-42-7, s 73-83
- J. Andreasik, A. Ciebiera, S. Umpirowicz, ControlSem – distributed decision support system based on semantic web technologies for the analysis of the medical procedures, 2011, DOI: 10.1109/HSI.2010.5742783 http://ieeexplore.ieee.org/xpl/freeabs_all.jsp?arnumber=5742783
- J. Andreasik, A. Ciebiera, S. Umirowicz, A semantic web technologies-based system for controlling the correctness of medical procedures in Polish National Health Fund. W: Proceedings of the International Conference on Knowledge Management and Information Sharing 2011, pages 331-336, DOI: 10.5220/0003642103310336, Copyright SciTePress
- J. Andreasik, Methodology of conceptualisation of objects for Knowledge-Based Systems on the basis of Ingarden`s theory of objects. W: A. Grzech, P. Świątek, J. Drapała (eds.) Advances in Systems Science, Academic Publishing House EXIT, Warsaw 2010, 283-292
- J. Andreasik, Decision Support System for Assessment of Enterprise Competence. W: M. Kurzynski, M. Wozniak (Eds.): Computer Recognition Systems 3, AISC,vol.57, pp.559-567, Springer-Verlag Berlin Heidelberg 2009
- J. Andreasik, Enterprise Ontology for Knowledge Based System. W: Z. Hippe, J. Kulikowski (Eds.): Human-Computer Systems Interaction. AISC, vol.60, pp.443-458, Springer-Verlag Berlin Heidelberg 2009
- J. Andreasik, Enterprise Ontology According to Roman Ingarden Formal Ontology. W: K.A. Cyran (Eds.): Man-Machine Interactions, AISC 59, pp.85-94, Springer-Verlag Berlin Heidelberg 2009
- J. Andreasik, The Knowledge Generation about An Enterprise in KBS-AE (Knowledge-Based System – Acts of Explanation) W: N.T. Nguyen et al. (Eds.): New challenges in computational collective intelligence. SCI 244, pp.85-94, Springer-Verlag Berlin Heidelberg 2009
- J. Andreasik, Ontologia przedsiębiorstwa wg ontologii formalnej Romana Ingardena. W: A. Grzech i in.: Inżynieria wiedzy i systemy ekspertowe. s. 289-300, Akademicka Oficyna Wydawnicza EXIT, Warszawa 2009
- J. Andreasik, Enterprise Ontology - Diagnostic Approach. Proceedings of the Conference on Human System Interaction (HIS`2008) Kraków, pp.497-503
- J. Andreasik, A Case Base Reasoning System for Predicting the Economic Situation on Enterprises – Tacit Knowledge Capture Process (Externalization) W: M. Kurzynski et al. (Eds.): Computer Recognition Systems 2, ASC 45, pp.718-730, Springer-Verlag, 2007